# ميسيل أورتيز
ميسيل أورتيز هو منافس ألعاب قوى كوبي، ولد في 4 نوفمبر 1978.

## وصلات خارجية
- ميسيل أورتيز على موقع الاتحاد الدولي لألعاب القوى (الإنجليزية)